# Aix (Corrèze)
Aix è un comune francese di 399 abitanti situato nel dipartimento della Corrèze nella regione della Nuova Aquitania.

## Geografia fisica
Aix è bagnata dalla Barricade, la Dozanne et la Sarsonne. Nel comune si trovano numerosi boschi tra cui quello delle Trois Faulx. Il territorio fa parte del parco naturale regionale di Millevaches nel Limousin.
Il paese si trova a 9 km da Eygurande, a 11 da Ussel e a 17 da La Courtine. È raggiungibile sia con la ferrovia, sia con l'autostrada (A89).

## Società

### Evoluzione demografica
Abitanti censiti